# Мусульманский Новый год
Мусульманский Новый год (араб. رأس السنة الهجرية‎) — день начала года по исламскому календарю, первый день месяца Мухаррам. Особых способов его празднования не существует. Более того, в отличие от христианских стран, в большинстве исламских стран смена года не считается праздником, в этот день в мечетях лишь читают проповедь о хиджре.
Поскольку мусульманский год короче григорианского на 11—12 дней (он основан на лунном календаре, а не на солнечном), дата его начала в григорианской системе является «плавающей», смещаясь ежегодно на указанный срок. Хотя некоторые исламские организации предпочитают определять новый месяц (и, следовательно, новый год) по местным наблюдениям Луны, большинство стран, придерживающихся исламского календаря (например, Саудовская Аравия), и исламских учреждений, использует для определения дат астрономические расчёты.